# 阿爾及利亞航空5017號班機空難
阿尔及利亚航空5017号班機空難是发生在2014年7月24日的一次空难。由布基納法索瓦加杜古飛往阿尔及利亚阿尔及尔的阿尔及利亚航空5017号班机在起飛後50分鐘失去聯絡，後證實飛機已經墜毀，機上116人全數罹難。
這是七天內全球第三宗民航機墜毀事故。7月17日，馬來西亞航空17號班機在烏克蘭東部被地對空導彈擊落，在此空難事發前一天，復興航空222號班機ATR-72飛機在臺灣澎湖重飛失敗墜毀。

## 事件經過
該次航班於當地時間（UTC±0）凌晨1:07離開瓦加杜古国际机场，預定於凌晨5:10到達阿尔及尔胡阿里·布迈丁机场。但起飛後50分鐘，即當地時間（UTC±0）24日凌晨1:55，飛機失去聯絡，是時飛機位于马里空域，正向马里与阿尔及利亚边境靠近。當地時間01:56，阿尔及利亚航空開始緊急搜尋失聯班機。
据报道，飞机飛經马里境內，在加奥与泰萨利特之间失踪，法国气象学家指出事发时当地有猛烈风暴。
美国联邦航空局等民航部門警告，鉴于马里北部冲突造成的潜在危险，航班应避免飞经马里。
最終，法國軍方宣布客机残骸在马里北部戈希（Gossi）地区，並派人保護現場。法軍將會與馬里政府合作調查墜落原因。
法國總統弗朗索瓦·奧朗德宣布事故中無人生還，飛機黑盒數據已經恢復。

### 墜落地點
法國軍方發言人吉勒·雅龙（Gilles Jaron）表示已從西非基地派遣兩架幻象2000戰鬥機，試圖尋找下落不明的阿爾及利亞航空公司客機。法國總統弗朗索瓦·奧朗德指示，將動員法國駐馬利的所有部隊，搜尋空難殘骸及是否有生還者
在真正找到殘骸前，僅馬利境內就曾有多個不同地點報告發現了殘骸：
法軍曾報告在荒漠地區的加奥和基達爾之間發現了失事飛機的殘骸。
馬利總統凯塔（Ibrahim Boubacar Keïta）稱在國家北部沙漠地區的阿盖洛克和基達爾之間發現有飛機殘骸。
而位於馬利戈希（Gossi）的一名布基納法索將軍狄安迪瑞（Gilbert Diendiere）稱：「我們找到了阿航的飛機。殘骸位於……在布基納法索國境北邊50公里。」
阿爾及利亞航空曾發推特稱航機已於馬利東北部的提勒希（Tilemsi）墜毀。
中国中央电视台及Algerian TV曾有報導援引阿爾及利亞官員的意見，稱飛機已於尼日尔地區墜毀。倘若其報導屬實，意味着飞机的实际航线比原定线路向东部有很大的偏移。
而真正發現並確認飛機殘骸的是法国军方，他們宣布在马里北部戈希地区找到了客机的残骸。虽然机身己解体，残骸支离破碎，但仍可以确认为阿航失联客机。法國當局次日證實了此說。

## 航機與人員
涉事飛機機型為MD-83，註冊編號為EC-LTV，序列號為53190，使用两台普惠JT8D-219引擎，生产线号為2148。该机于1996年6月以SU-ZCA的編號首飞。失事時飛機正在執行的航班號為AH5017/DAH5017。
法國民航局局長帕特里克·刚迪尔（Patrick GANDIL）表示，這架飛機「兩三天前」曾在法國接受檢查，且「狀況良好」。
机上载116人（110名乘客，2名飞行员，4名乘务人员），其中6名机组成员是西班牙公民。阿航在布基納法索的一名代表在新聞發佈會上表示，所有乘客均經由該次航班中轉至歐洲、中東或加拿大。
此前曾經有報導認為機上有112名乘客，但阿航提供的名單顯示乘客人數應為110人。
瓦加杜古机场及一些媒體曾報導古巴領導人劳尔·卡斯特罗的女兒玛丽拉·卡斯特罗在這架失事飛機上，不過古巴方面對此予以否認。玛丽拉本人亦在南方電視台的採訪中證明她並未遇難。
| 國籍       | 人數 |
| ---------- | ---- |
| 阿尔及利亚 | 6    |
| 比利时     | 1    |
| 布吉納法索 | 28   |
| 喀麦隆     | 1    |
| 加拿大     | 5    |
| 埃及       | 1    |
| 法國       | 52   |
| 德国       | 4    |
| 黎巴嫩     | 6    |
| 盧森堡     | 2    |
|            | 1    |
| 奈及利亞   | 1    |
| 西班牙     | 6    |
| 瑞士       | 1    |
| 英国       | 1    |
| 總計       | 116  |

## 各國反應
- 阿尔及利亚：总统布特弗利卡于25日宣布，从当天起全国哀悼3天，以悼念客机坠毁事故的遇难者。[28]
- 法國：总统奥朗德在法国外交部接待法国遇难者家属時宣布，法国所有公共建筑自28日起连续3天降半旗。[29]